# براندون مورینو
براندون مورینو (انگلیسی: Brandon Moreno؛ زادهٔ ۷ دسامبر ۱۹۹۳) ورزشکار هنرهای رزمی ترکیبی و کشتی‌گیر اهل مکزیک است. وی از سال ۲۰۱۱ میلادی تاکنون مشغول فعالیت بوده‌است.
او در حال حاضر در بخش مگس وزن مسابقات قهرمانی مبارزه نهایی (سازمان یواف‌سی) رقابت می‌کند، جایی که او دو بار قهرمان سابق مگس وزن یواف‌سی و اولین مکزیکی است که قهرمانی یواف‌سی را به دست آورده است. مورنو که از سال ۲۰۱۱ به عنوان یک مبارز حرفه‌ای فعالیت می‌کند، همچنین برای Legacy Fighting Alliance رقابت می‌کرد، جایی که او قهرمان مگس وزن Legacy Fighting Alliance شد. در تاریخ ۲۷ فوریه ۲۰۲۴، او در رتبه دوم رده‌بندی مگس وزن یواف‌سی قرار دارد.